# زاغة سفلي (مقاطعة ديواندرة)
زاغة سفلي (بالفارسية: زاغه سفلی) هي قرية تقع في قسم كولة الريفي (مقاطعة ديواندرة) في إيران. يقدر عدد سكانها بـ 412 نسمة بحسب إحصاء 2016.